# CD Aurrerá de Vitoria
A Club Deportivo Aurrerá de Vitoria, teljes nevén Club Deportivo Aurrerá de Vitoria, baszk nyelven Gasteizko Aurrera spanyolországi, baszkföldi labdarúgócsapatot 1935-ben alapították, , 2017/18-ban a negyedosztályban szerepel. Székhelye Vitoria-Gasteiz  városa.

## Statisztika
| Szezon      | Osztály    | Poz. | Copa del Rey |
| ----------- | ---------- | ---- | ------------ |
| 1935-36-tól | Regionális | —    |              |
| 1987-88-ig  | Regionális | —    |              |
| 1988/89     | 3ª         | 18.  |              |
| 1989/90     | Regionális | —    |              |
| 1990/91     | 3ª         | 17.  |              |
| 1991/92     | Regionális | —    |              |
| 1992/93     | Regionális | —    |              |
| 1993/94     | 3ª         | 2.   | 1. kör       |
| 1994/95     | 3ª         | 1.   | 1. kör       |
| 1995/96     | 2ªB        | 9.   | Nyolcaddöntő |
| 1996/97     | 2ªB        | 1.   | Legjobb 64   |
| 1997/98     | 2ªB        | 5.   | 2. kör       |
| 1998/99     | 2ªB        | 16.  |              |

| Szezon  | Osztály    | Poz. | Copa del Rey |
| ------- | ---------- | ---- | ------------ |
| 1999/00 | 2ªB        | 5.   | Legjobb 64   |
| 2000/01 | 2ªB        | 11.  |              |
| 2001/02 | 2ªB        | 8.   |              |
| 2002/03 | 2ªB        | 15.  | 1. kör       |
| 2003/04 | 3ª         | 12.  |              |
| 2004/05 | 3ª         | 17.  |              |
| 2005/06 | 3ª         | 15.  |              |
| 2006/07 | Preferente | 2.   |              |
| 2007/08 | Preferente | 2.   |              |
| 2008/09 | Preferente | 3.   |              |
| 2009/10 | Preferente | 1.   |              |
| 2010/11 | 3ª         | —    |              |

## Ismertebb játékosok
- Aritz Aduriz
- Igor Jauregi
- Koikili
- Aitor Ocio